# FC Bolzano 1996
FC Bolzano 1996, známé jako FC Bolzano nebo jednoduše Bolzano ([bolˈtsaːno]), byl italský fotbalový klub z Bolzana. Klub naposledy hrál v Promozione, šesté nejvyšší italské soutěži. V roce 2015 se sloučil a Associazione Sportiva Dilettantistica Virtus Don Bosco a vznikl nový klub s názvem ASDC Virtus Bolzano. Mládežnický sektor klubu existoval až do roku 2017.
Byl založen v roce 1931. Byl prvním klubem z regionu Tridentsko-Horní Adiže, který soutěžil v Serii B, druhé nejvyšší soutěži italského fotbalu. Až v sezóně 2022/23 se to povedlo FC Südtirol.

## Úspěchy
- Serie C
  - 1946/47